# ヤン・ウィレム・ピーネマン
ヤン・ウィレム・ピーネマン（Jan Willem Pieneman、1779年11月4日 - 1853年4月8日）は、オランダの画家である。1820年からアムステルダムの王立美術アカデミー(Koninklijke Akademie van Beeldende Kunsten)の校長を務めた。ナポレオン戦争などのオランダの近代の歴史を題材にした作品で知られる。

## 略歴
ユトレヒト州、デ・ロンデ・フェーネンのアップカウデ(Abcoude)で生まれた。商人になるための教育を受けるが、アムステルダム市の絵画学校(Amsterdamse Stadstekenacademie)で絵を学んだ。1805年にアメルスフォールトの陸軍の砲兵・工兵訓練所の製図の教師になった。1816年に再開されたデン・ハーグの王立美術館（Galerij Prins Willem V:ウィレム5世美術館）の副館長に任じられた。1820年にアムステルダムの王立美術アカデミーの校長に任じられ、1853年に亡くなるまで、その仕事を続けた。1844年から1847年の間は当時、トリッペンハイス(Trippenhuis)に置かれていたアムステルダム国立美術館の館長も務めた。ピーネマンの教えた学生ではヨゼフ・イスラエルスが有名である。そのほかにも、Christina Alida BlijdensteinやJacob Bruggink、Gijsbertus Craeyvanger、Reinier Craeyvanger、Johannes Hinderikus Egenberger、Petrus Franciscus Greive、Lambertus Johannes Hansen、Louis Meijerといった学生を教えた。
息子のニコラース・ピーネマン(Nicolaas Pieneman: 1809–1860)も画家になった。 
オランダの歴史を題材にした作品や肖像画を描き、1824年に完成した5.76m×8.36mの大作『ワーテルローの戦い』（アムステルダム国立美術館蔵）などの作品がある。

## 作品

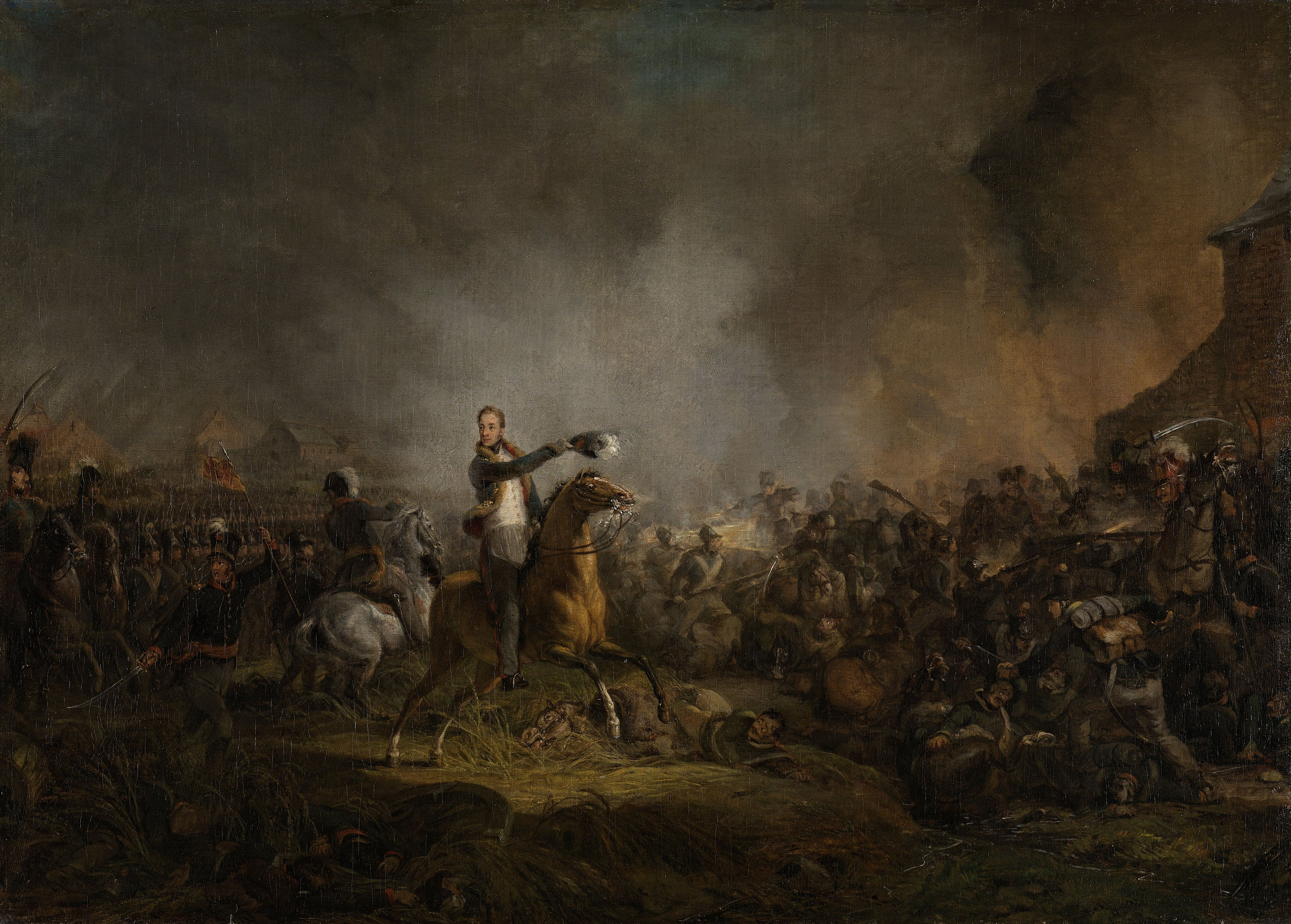
カトル・ブラの戦いのオラニエ公ウィレム(1817/1818) アムステルダム国立美術館蔵
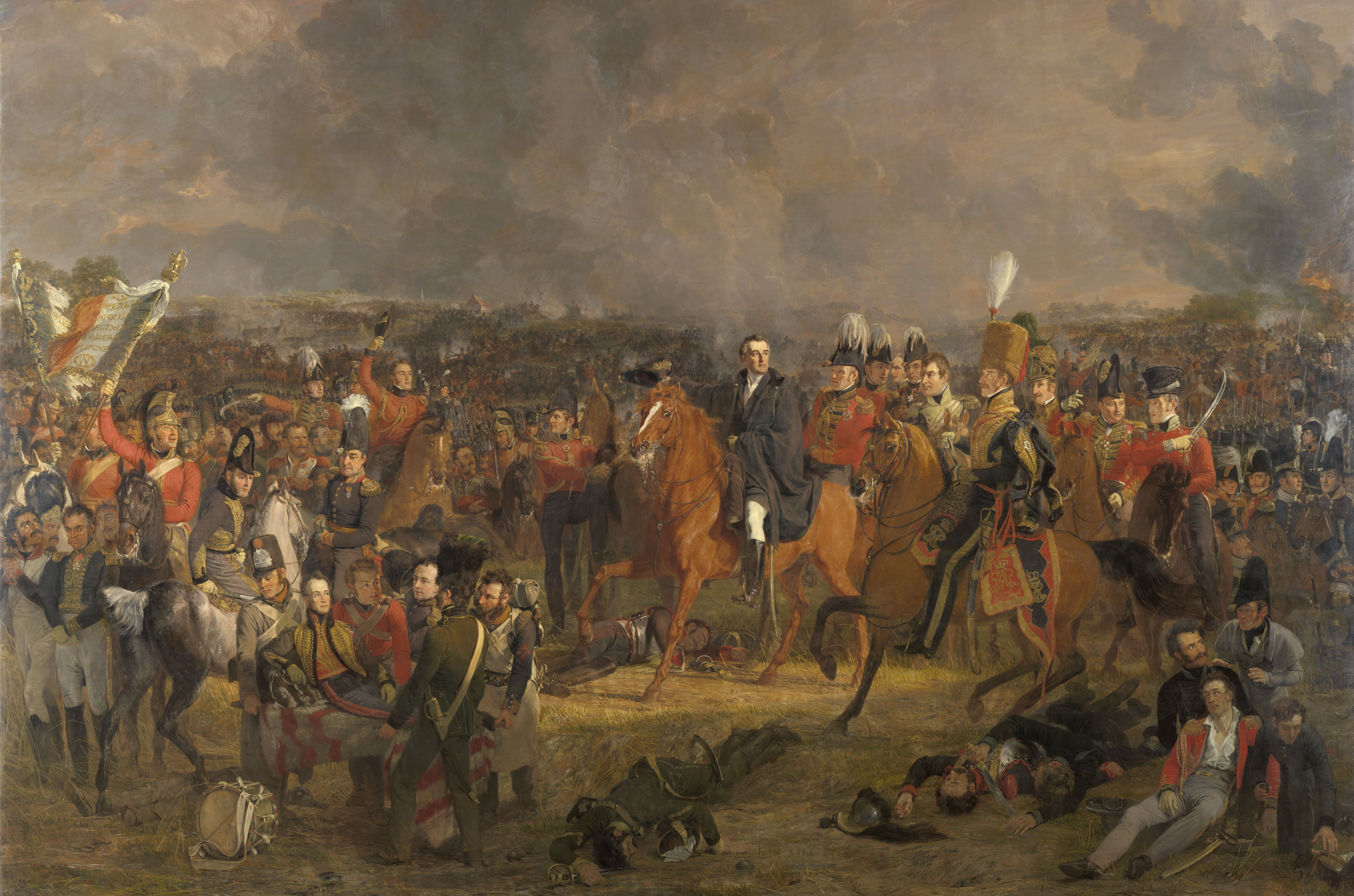
『ワーテルローの戦い』(1824) アムステルダム国立美術館蔵
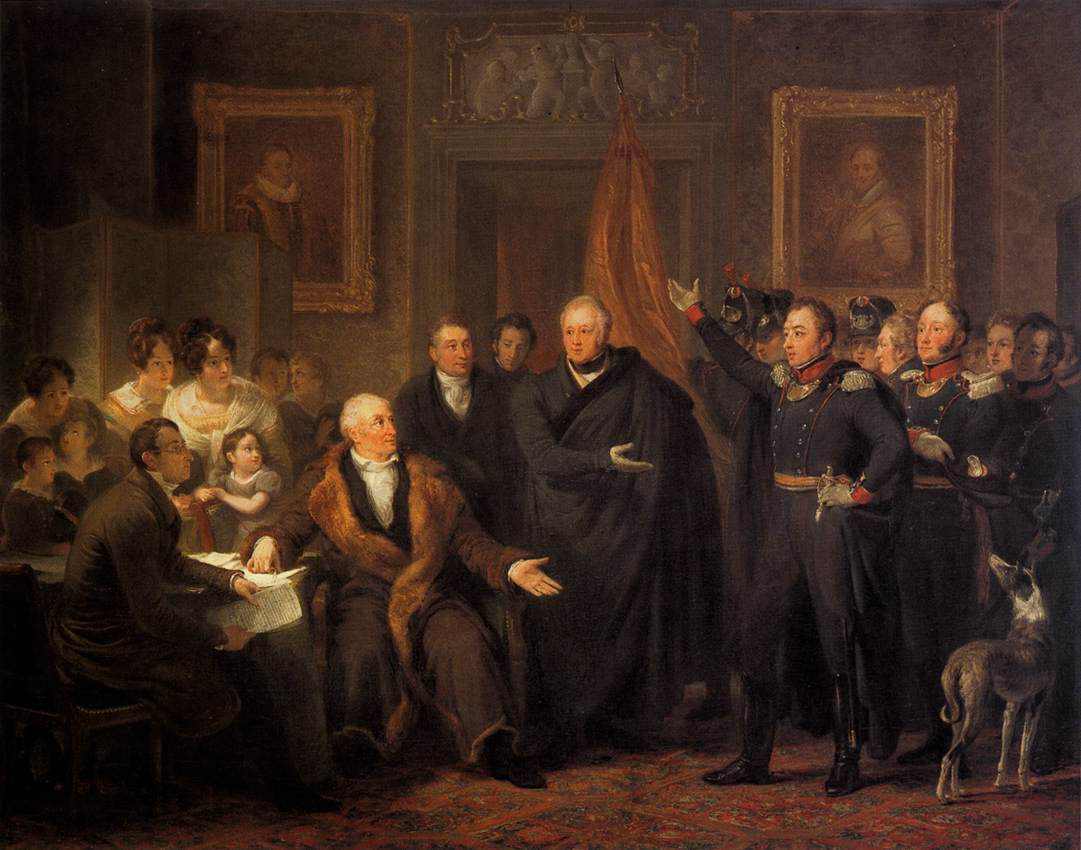
ネーデルラント連合王国の成立 (c.1828)

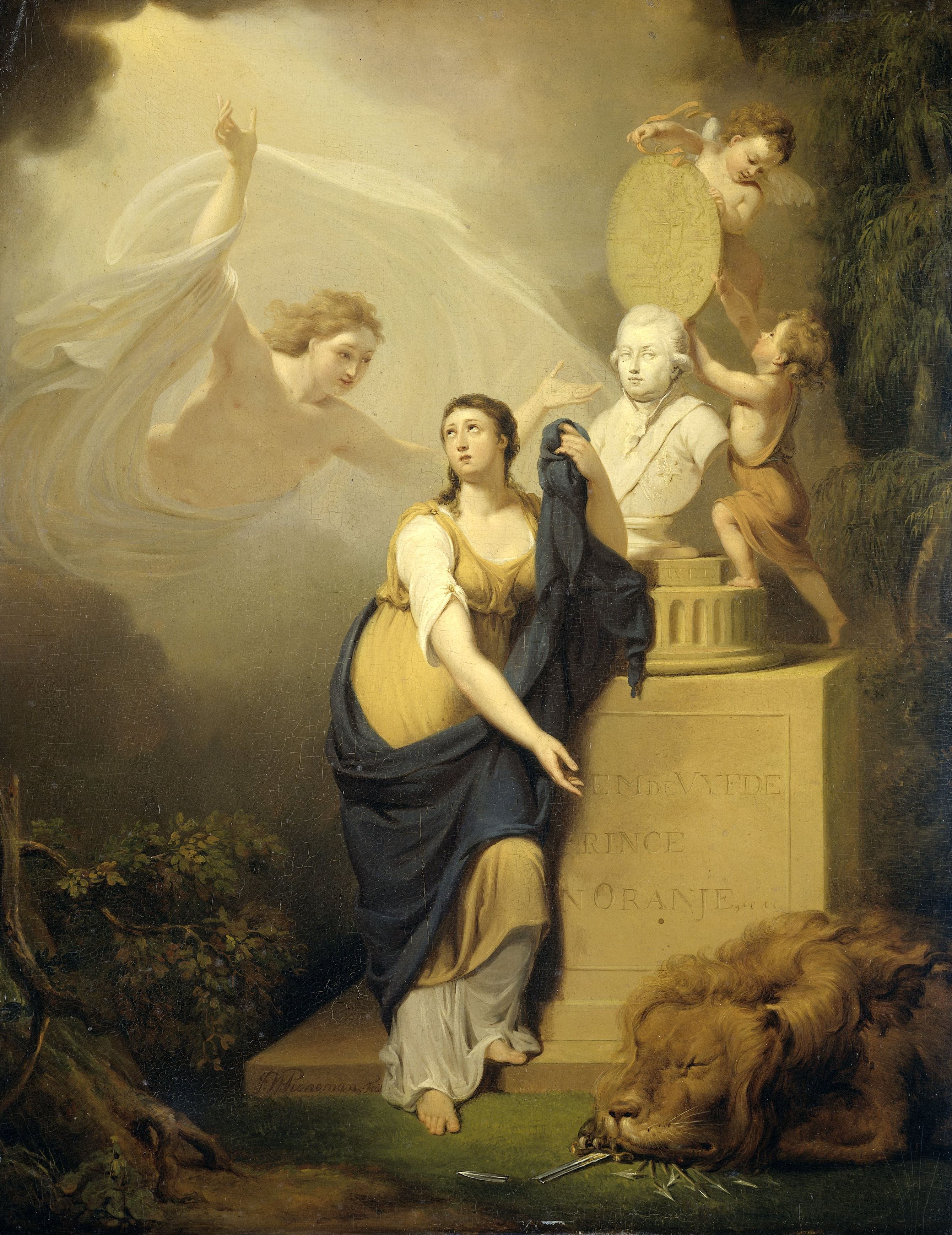
ウィレム5世の死の寓意画 (1806) アムステルダム国立美術館蔵
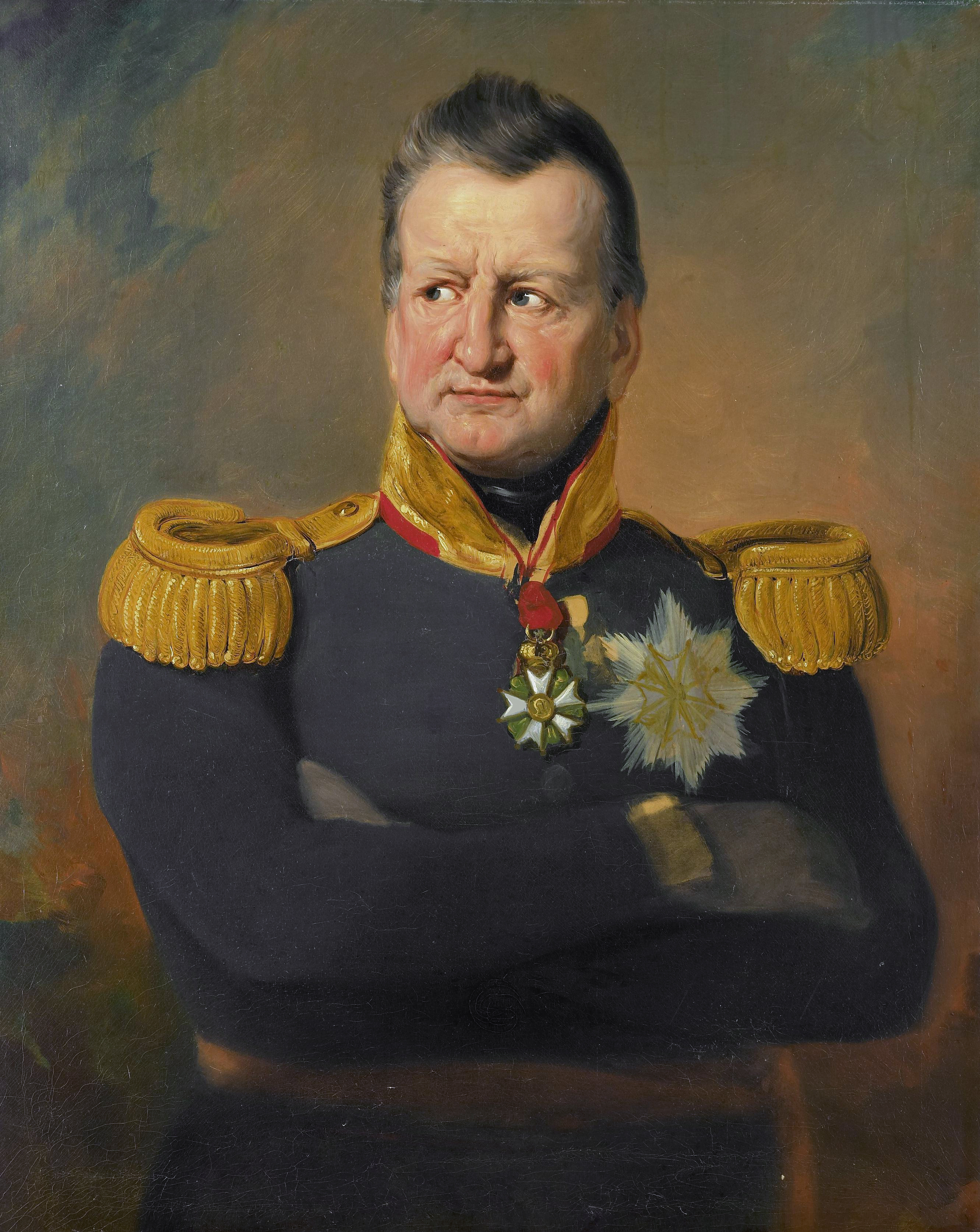
David Hendrik Chassé(軍人)、(1832) アムステルダム国立美術館蔵
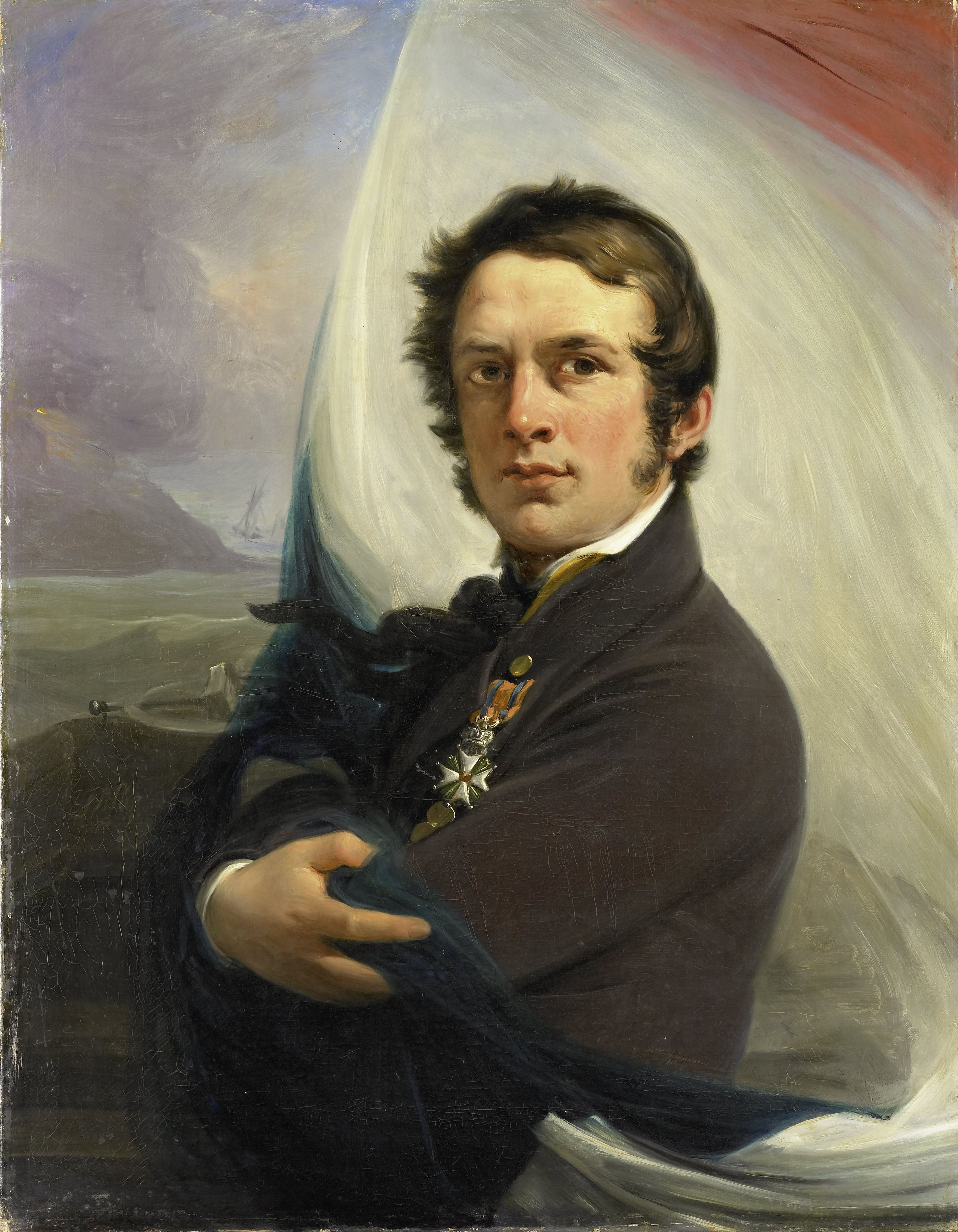
Jacob Hobein(軍人)
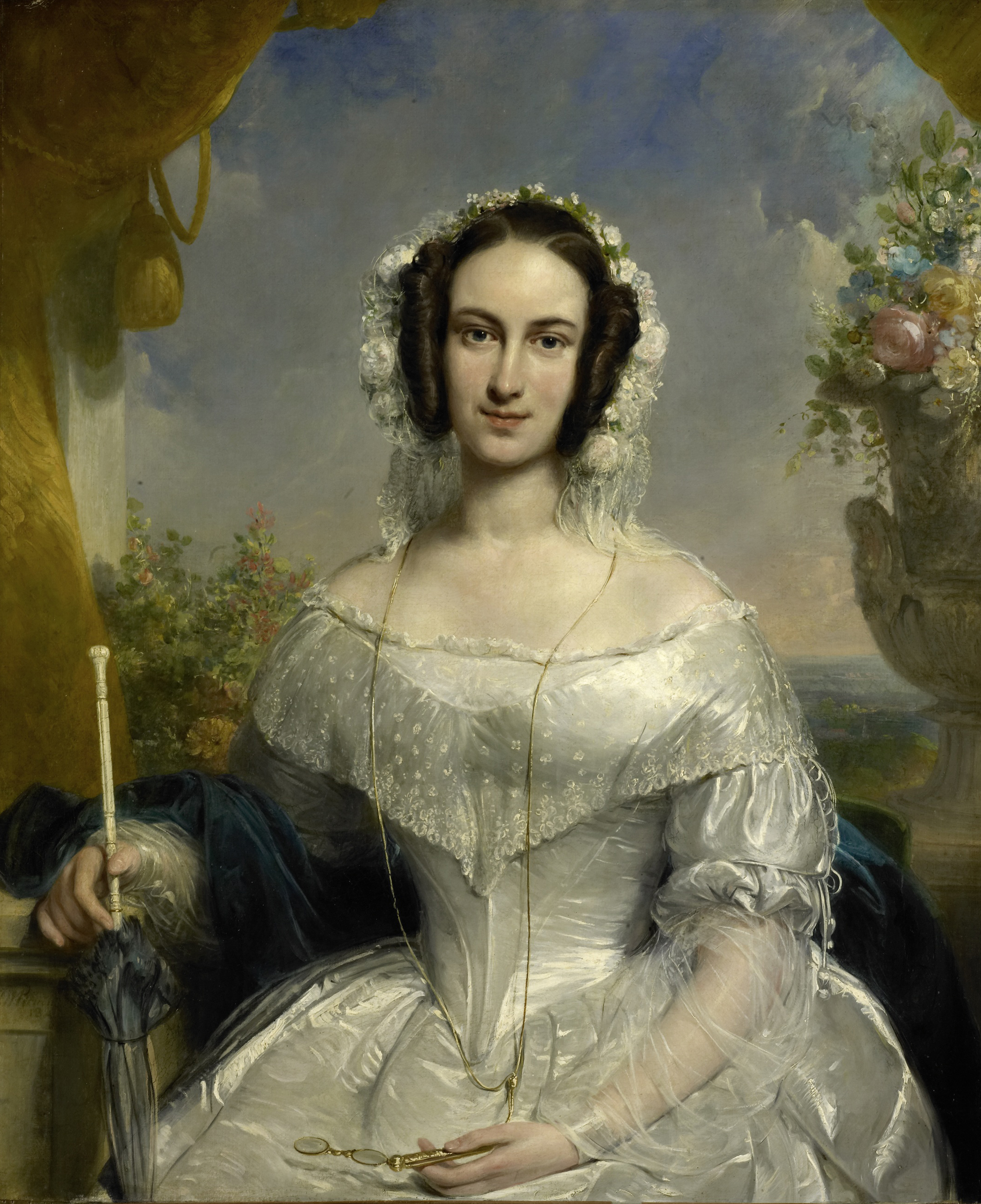
ウェディングドレス姿のAgatha Petronella Hartsenの肖像画